# Kick jitsu
Kick jitsu é um esporte de combate moderno italiano, inserido pela WAKO, a federação italiana de kickboxing reconhecida pelo CONI. Criado na década de 80, através da inovadora fusão de técnicas e metodologias de kickboxing e de jujitsu, o kick jitsu (ou kickjitsu) é regulado na Itália pela WAKO, através de uma comissão técnica nacional que é presidida pelo mestre Patrizio Rizzoli, que também é o diretor e treinador nacional do esporte. Na Itália, a modalidade se espalhou especialmente na Toscana, Calábria e Ligúria. O kickjitsu é um desporto inovador, na qual os típicos pontapés e socos do kickboxing podem ser combinados com torções e projeções do jiu-jitsu. Outras disciplinas também são relacionadas, tais como o pancrácio e o hapkido. O regulamento prevê que, num combate entre dois adversários, a vitória deve ser atribuída para aquele que conseguir manter o outro imobilizado no chão por dez segundos, ou para o adversário que obriga o outro a desistir, aplicando uma alavanca ou imobilização. A versão completa da arte (isto é, onde é esperado também o nocaute) chama-se shoot boxing.